# MLB All-Star Game 1937
MLB All-Star Game 1937 – 5. Mecz Gwiazd ligi MLB, który rozegrano 7 lipca 1937 roku na stadionie Griffith Stadium w Waszyngtonie. Mecz zakończył się zwycięstwem American League All-Stars 8–3. Spotkanie obejrzało 31 391 widzów.

## Składy
| Miotacze - Lefty Gomez (5) - Tommy Bridges (4) - Lefty Gomez (4) - Wes Ferrell (2) - Mel Harder (4) - Johnny Murphy (1) - Monty Stratton (1) Łapacze - Bill Dickey (4) - Rick Ferrell (5) - Luke Sewell (1) |  | Wewnątrzpolowi - Lou Gehrig (4) - Charlie Gehringer (4) - Red Rolfe (1) - Joe Cronin (5) - Jimmie Foxx (5) - Hank Greenberg (1) - Buddy Myer (2) - Harlond Clift (1) Zapolowi - Sam West (4) - Earl Averill (5) - Joe DiMaggio (2) - Beau Bell (1) - Doc Cramer (2) - Wally Moses (1) - Gee Walker (1) |  | Menadżer - Joe McCarthy Trenerzy - Del Baker - Art Fletcher |

| Miotacze - Dizzy Dean (4) - Cy Blanton (1) - Carl Hubbell (5) - Lee Grissom (1) - Van Mungo (3) - Bucky Walters (1) Łapacze - Gabby Hartnett (5) - Ernie Lombardi (2) - Gus Mancuso (2) |  | Wewnątrzpolowi - Johnny Mize (1) - Billy Herman (4) - Arky Vaughan (4) - Dick Bartell (2) - Ripper Collins (3) - Burgess Whitehead (2) - Billy Jurges (1) Zapolowi - Joe Medwick (4) - Frank Demaree (2) - Paul Waner (4) - Pepper Martin (4) - Jo-Jo Moore (4) - Mel Ott (4) - Gene Moore (1) |  | Menadżer - Bill Terry Trenerzy - Chuck Dressen - Frankie Frisch |

- Czcionką pogrubioną oznaczono zawodników pierwszej dziewiątki. W nawiasie podano liczbę występów w All-Star Game.

| National League                                                                             | 0 | 0 | 0 | 1 | 1 | 1 | 0 | 0 | 0 | 3 | 13 | 0 |
| American League                                                                             | 0 | 0 | 2 | 3 | 1 | 2 | 0 | 0 | X | 8 | 13 | 2 |
| WP: Lefty Gomez (1–0) LP: Dizzy Dean (0–1) SV: Mel Harder (1) Home runy: AL: Lou Gehrig (1) |   |   |   |   |   |   |   |   |   |   |    |   |